# Nemocnice Rychnov nad Kněžnou
Nemocnice Rychnov nad Kněžnou je krajské zdravotnické zařízení v okresním městě Rychnově nad Kněžnou v Královéhradeckém kraji.

## Současnost
Od roku 2013 je nemocnice v Rychnově nad Kněžnou součástí Oblastní nemocnice Náchod, akciové společnosti.
Od 21. května 2016 je v rychnovské nemocnici v provozu babybox, celkově 70. instalovaný babybox v ČR.
Rychnovská nemocnice nyní disponuje 255 lůžky a pracuje v ní přes 400 zaměstnanců.
Královéhradecký kraj plánuje v následujících letech investovat do rozvoje rychnovské nemocnice. Modernizací již prošlo oddělení porodnice. Kraj chce modernizovat stávající nemocniční pavilon a k němu přistavět novou budovu urgentního příjmu s heliportem na střeše budovy.

## Zdravotní péče
Nemocnice zajišťuje zdravotní péči v oborech ARO, Chirurgie, Vnitřního lékařství, Gynekologie a porodnictví, Pediatrie a neonatologie, Ortopedie, na kterou pak navazuje Lůžkové oddělení následné rehabilitační péče. Ambulantní péči zajišťuje dále i v oborech Rehabilitace, Klinické onkologie, Klinické psychologie a Lékařské pohotovostní služby pro děti a dospělé. Komplementární péči zařízení zajišťuje v oborech Hematologie, Klinické biochemie a diagnostiky.